# Museo Nazionale
Museo Nazionale ist der Name zahlreicher staatlicher Museen in Italien:
- Altino, Museo Archeologico Nazionale di Altino
- Aquileia, Museo Archeologico Nazionale di Aquileia
- Capaccio Paestum, Museo Archeologico Nazionale di Paestum
- Ferrara, Museo Archeologico Nazionale di Ferrara
- Florenz, Museo Archeologico Nazionale di Firenze
- Florenz, Museo Nazionale del Bargello
- Mailand, Museo Nazionale della Scienza e della Tecnologia
- Florenz, Museo Nazionale Alinari della Fotografia
- Neapel, Museo Archeologico Nazionale di Napoli
- Neapel, Museo Nazionale di Capodimonte
- Parma, Museo Archeologico Nazionale di Parma
- Reggio di Calabria, Museo Archeologico Nazionale di Reggio Calabria, ehemals Museo Nazionale della Magna Grecia
- Rom, Museo Nazionale d’Arte Orientale (aufgelöst)
- Rom, Museo Nazionale delle Arti del XXI secolo
- Rom, Museo Nazionale Preistorico Etnografico „Luigi Pigorini“  (aufgelöst)
- Rom, Museo Nazionale Romano
- Rom, Museo Nazionale Etrusco di Villa Giulia
- Sassari, Museo Nazionale G. A. Sanna
- Tarent, Museo Archeologico Nazionale di Taranto
- Turin, Museo Nazionale dell’Automobile
- Turin, Museo Nazionale del Cinema

siehe auch Archäologisches Nationalmuseum